# Alexander Cambridge
Alexander Cambridge, né le 14 avril 1874 au palais de Kensington de Londres et mort le 16 janvier 1957, est 1er comte d'Athlone, major-général et homme d'État, le seizième gouverneur général du Canada, de 1940 à 1946. Né prince Alexandre de Teck, il est titré 1er comte d'Athlone.

## Biographie

Armoiries personnelles du comte d'Athlone

Il est le fils de François, duc de Teck et comte de Wurtemberg, et de la princesse Marie-Adélaïde de Cambridge, le frère de la reine Marie du Royaume-Uni, épouse de George V. Il se marie, le 10 février 1904, avec la princesse Alice d'Albany, petite-fille de la reine Victoria, avec laquelle il a trois enfants :
- Lady May Cambridge, née le 23 janvier 1906 et décédée le 29 mai 1994 ;
- Rupert Cambridge, né le 24 août 1907, vicomte Trematon depuis 1917, décédé à l'hôpital de Belleville-sur-Saône à la suite d'un accident d'automobile le 15 avril 1928 ;
- le prince Maurice de Teck, né le 29 mars 1910 et mort le 14 septembre 1910.

En 1917, il renonce à ses titres allemands et adopte le patronyme britannique « Cambridge », ce qui lui permet de rester membre de la famille royale. Son grand-père était le prince Adolphe, duc de Cambridge. Il est plusieurs fois gouverneur ou vice-roi dans l'empire colonial. Il est créé comte d'Athlone en 1917.

## Titulature
- 1874-1917 : Son Altesse Sérénissime le prince Alexandre de Teck (naissance) ;
- 1917-1917 : Sir Alexander Cambridge ;
- 1917-1957 : Le très honorable comte d'Athlone.